# Joey Jones
Joseph Patrick Jones (ur. 4 marca 1955 w Llandudno, zm. 22 lipca 2025) – walijski piłkarz, reprezentant kraju.
Początkowo zawodnik Wrexham. W sezonie 1974/1975 zdobył z nim puchar Walii – zagrał w obu finałowych spotkaniach z Cardiff City. W 1975 roku przeszedł do Liverpoolu. Wraz z nowym zespołem dwukrotnie został mistrzem Anglii (1976, 1977) oraz dwa razy zdobył Tarczę Wspólnoty (1976, 1977). Ponadto w 1976 roku wywalczył Puchar UEFA, zaś w 1977 i 1978 sięgnął po Puchar Europy (w 1977 w finałowym meczu z Borussią Mönchengladbach wystąpił przez pełne 90 minut). W 1977 zdobył także Superpuchar Europy.
Następnie ponownie występował we Wrexham. W latach 1982–1985 był zawodnikiem Chelsea – rozegrał w niej łącznie 91 meczów i strzelił dwie bramki; ponadto w 1983 został wybrany najlepszym graczem londyńskiej drużyny. Później reprezentował barwy Huddersfield Town i po raz trzeci Wrexham (w 1992 roku zakończył w nim piłkarską karierę). Od 24 września do 8 października 2001 roku był trenerem walijskiego klubu. Pod jego wodzą zespół rozegrał dwa mecze – oba przegrał.
W reprezentacji Walii zadebiutował 19 listopada 1975 roku w wygranym 1:0 meczu z Austrią. Do 1986 był podstawowym zawodnikiem kadry narodowej – rozegrał w niej łącznie 72 spotkania. Jedynego gola strzelił 15 grudnia 1982 w zremisowanym 4:4 pojedynku z Jugosławią.